# Житовиці
Житовиці (пол. Żytowice) — село в Польщі, у гміні Паб'яниця Паб'яницького повіту Лодзинського воєводства.
Населення — 257 осіб (2011).
У 1975-1998 роках село належало до Лодзинського воєводства.

## Демографія
Демографічна структура станом на 31 березня 2011 року:
|          | Загалом | Допрацездатний вік | Працездатний вік | Постпрацездатний вік |
| -------- | ------- | ------------------ | ---------------- | -------------------- |
| Чоловіки | 132     | 25                 | 97               | 10                   |
| Жінки    | 125     | 24                 | 73               | 28                   |
| Разом    | 257     | 49                 | 170              | 38                   |